# Guglielmo Andreini
Guglielmo Andreini   (província de Bèrgam, 23 de setembre de 1954) és un ex-pilot d'enduro italià, quatre vegades Campió d'Europa (tres en 500 cc i una en superior a 500 cc 4T) entre finals dels anys 70 i començament dels 80. Als Sis Dies Internacionals d'Enduro hi guanyà el Trofeu tres anys formant part de l'equip italià i hi assolí la victòria en la categoria superior a 500cc 4T el 1986. El 2015 va ser nomenat FIM Legend.

## Resum biogràfic
Andreini començà a competir el 1970, a 16 anys, amb una Gerosa 50, combinant la seva afecció amb tota mena de feines: aprenent de mecànic en dos tallers, conserge d'un diari, venedor de sandvitxos a l'estadi, etc. Aviat, gràcies al seu físic d'atleta i gran talent, arribaren els resultats: El 1971 va guanyar el Trofeo FMI Regolarità de 100 cc, el 1978 assolí el seu primer campionat italià d'enduro i el 1979 el primer europeu, començant així una llarga carrera plena d'èxits que el portà a pilotar per diverses marques, de les quals en destaquen SWM, Maico, Husqvarna i Honda. Andreini arribà a participar també al Ral·li Dakar, concretament a l'edició de 1985.

### 1989, retirada i mecànic de GP
La seva darrera temporada de competició fou la de 1989, després de la qual es retirà i complí el servei militar a la Fiamme Oro. Un cop llicenciat aprofità els seus grans coneixements de mecànica per a treballar en equips de motociclisme de velocitat, sobretot en competicions de Superbikes. Així, el 1993 feu de mecànic a l'equip de Giacomo Agostini, aleshores amb la Cagiva i Mat Mladin de pilot. El 1994 treballà per a John Kocinski i el 1995 acompanyà Doriano Romboni en els 250cc.
Entre 1996 i 97 treballà per a Yamaha, primer amb Massimo Meregalli en Supersport i després amb Luca Cadalora en 500cc. El 1998 tornà a canviar, aquest cop a Ducati, on s'encarregà de les motos de Carl Fogarty, Ben Bostrom i Rubén Xaus. A començaments del 2003 Ducati debutà en MotoGP i Andreini esdevingué el mecànic de Loris Capirossi en aquest campionat. Després d'anar canviant d'equips al llarg dels anys, el 2010 Andreini treballava com a mecànic d'Aleix Espargaró.

## Palmarès

### Campionat d'Europa
- 4 Campionats d'Europa d'enduro:
  - 1979 (500 cc, SWM)
  - 1980 (500 cc, SWM)
  - 1982 (500 cc, Maico)
  - 1984 (+500 cc 4T, Honda)
- 3 Victòries a la Valli Bergamasche:
  - 1980 - 500 cc (SWM)
  - 1982 - 500 cc (Maico)
  - 1984 - 4T (Honda)

### ISDE
- 17 Participacions, aconseguint un total de 15 medalles d'or
- 3 Victòries al Trofeu amb l'equip italià a les edicions de 1979, 1980 i 1986
- 1 Victòria en categoria superior a 500cc 4T: 1986 (San Pellegrino Terme, Itàlia)

### Campionat d'Itàlia
- 5 Campionats d'Itàlia d'enduro:
  - 1978: (500 cc, SWM)
  - 1981: (500 cc, Maico)
  - 1982: (500 cc, Maico)
  - 1983: (500 cc, Maico/Husqvarna)
  - 1986: (4T, Husqvarna)
- 1 Trofeu FMI Regolarità 100 cc (1971, Penton)
- 1 Campionat d'Itàlia de motocròs 500 cc (1979, SWM)